# Karlsruhe (district)
Districtul Karlsruhe este un district rural (Landkreis) din landul Baden-Württemberg, Germania. Reședința districtului se află în orașul Karlsruhe, care el însuși nu face parte din districtul rural Karlsruhe, ci are statut de district urban (în Baden-Württemberg districtele urbane sunt numite Stadtkreis).

## Orașe și comune
(Populația la 30 septembrie 2006)
| Orașe 1. Bretten (28.177) 2. Bruchsal (43.194) 3. Ettlingen (39.023) 4. Kraichtal (14.905) 5. Östringen (12.916) 6. Philippsburg (12.578) 7. Rheinstetten (20.297) 8. Stutensee (23.323) 9. Waghäusel (20.287) | Comune 1. Bad Schönborn (12.195) 2. Dettenheim (6.705) 3. Eggenstein-Leopoldshafen (15.281) 4. Forst (7.543) 5. Gondelsheim (3.190) 6. Graben-Neudorf (11.687) 7. Hambrücken (5.392) 8. Karlsbad (16.136) 9. Karlsdorf-Neuthard (9.580) 10. Kronau (5.606) 11. Kürnbach (2.424) 12. Linkenheim-Hochstetten (11.726) 13. Malsch (14.413) 14. Marxzell (5.425) 15. Oberderdingen (10.533) 16. Oberhausen-Rheinhausen (9.551) 17. Pfinztal (17.981) 18. Sulzfeld (4.655) 19. Ubstadt-Weiher (12.862) 20. Waldbronn (12.234) 21. Walzbachtal (9.064) 22. Weingarten (Baden) (9.659) 23. Zaisenhausen (1.747) |